# Paléomagnétisme
Le paléomagnétisme désigne le champ magnétique terrestre passé, et par extension la discipline scientifique qui étudie ses propriétés et sa chronologie. On désigne parfois l'étude du champ magnétique de la Préhistoire récente et de la période historique par le nom d'archéomagnétisme.
Le paléomagnétisme est l'étude de l'enregistrement du champ magnétique de la Terre dans les roches. Certains minéraux contiennent en effet un enregistrement de la direction et de l'intensité du champ magnétique quand ils se forment. Cet enregistrement fournit des informations sur le comportement passé du champ magnétique de la Terre et sur l'emplacement passé des plaques tectoniques. Les enregistrements des inversions géomagnétiques dans les séquences de roches volcaniques et sédimentaires (magnétostratigraphie) fournissent une échelle de temps qui est utilisée comme un outil géochronologique.
Les géophysiciens qui se spécialisent en paléomagnétisme sont appelés paléomagnéticiens. Ils ont renouvelé la théorie de la dérive des continents sous le nom de tectonique des plaques.
La dérive apparente du pôle fournit la première preuve claire géophysique pour la dérive des continents, tandis que les anomalies magnétiques marines font de même pour l'expansion océanique. 
Le paléomagnétisme continue d'étendre l'histoire de la tectonique des plaques plus loin dans le passé, et est appliqué au mouvement des fragments continentaux (terranes). 
Le paléomagnétisme s'est fortement appuyé sur de nouveaux développements dans le magnétisme des roches, qui, à son tour, a fourni les bases pour de nouvelles applications du magnétisme. Il s'agit, notamment, de biomagnétisme, comme les tissus magnétiques (utilisés comme indicateurs de contrainte dans les roches et les sols), et de magnétisme de l'environnement.

## Historique
Dès le XVIIIe siècle, on a remarqué que les aiguilles de boussole étaient déviées près d'affleurements fortement magnétisés. En 1797, Von Humboldt attribue cette aimantation à la foudre (effectivement la foudre magnétise souvent les roches de surface). Les études du XIXe siècle sur la direction de l'aimantation dans les roches ont montré que certaines laves récentes ont été magnétisées parallèlement au champ magnétique terrestre. Au début du XXe siècle, le travail de David, Brunhes et Mercanton a montré que de nombreuses roches ont été magnétisées antiparallèlement au champ. Motonori Matuyama a montré que le champ magnétique de la Terre s'est inversé au milieu du Quaternaire, un renversement maintenant connu comme l'inversion Brunhes-Matuyama.
Le physicien britannique P.M.S. Blackett a donné un élan majeur au paléomagnétisme en inventant un magnétomètre astatique sensible en 1956. Son intention était de tester sa théorie selon laquelle le champ géomagnétique est lié à la rotation de la Terre, une théorie qu'il a finalement rejetée, mais le magnétomètre astatique est devenu l'outil de base du paléomagnétisme et a conduit à un renouveau de la théorie de la dérive des continents. Alfred Wegener a d'abord proposé en 1915 que les continents étaient autrefois réunis et s'étaient depuis écartés. Bien qu'il ait produit une abondance de preuves circonstancielles, sa théorie a rencontré peu d'acceptation pour deux raisons : (1) aucun mécanisme pour la dérive des continents n'était alors connu, et (2) il n'était pas envisagé de moyens de reconstituer les mouvements des continents au cours du temps. Keith Runcorn (en) et Ted Irving (en) ont reconstruit la dérive apparente des pôles pour l'Europe et l'Amérique du Nord. Ces courbes divergent, mais peuvent être réconciliées si l'on suppose que les continents ont été en contact jusqu'à 200 millions d'années. Cela a fourni la première preuve géophysique claire de la dérive des continents. Puis, en 1963, Morley, Vine et Matthews montrèrent que des anomalies magnétiques marines fournissent des preuves de l'expansion océanique.

## Champs du paléomagnétisme
Le paléomagnétisme est étudié sur un certain nombre d'échelles :
- études sur la variation séculaire, les petits changements de la direction et de l'intensité du champ magnétique de la Terre. Le pôle nord magnétique est en constante évolution par rapport à l'axe de rotation de la Terre. Le magnétisme est un vecteur et donc la variation du champ magnétique est constituée de mesures paléodirectionnelles (la déclinaison magnétique et l'inclinaison magnétique) et de mesures de paléointensité ;
- la magnétostratigraphie utilise l'histoire de l'inversion de polarité du champ magnétique de la Terre enregistrée dans les roches pour déterminer l'âge de ces roches. Des inversions ont eu lieu à intervalles irréguliers à travers l'histoire de la Terre. L'âge et le déroulement de ces inversions sont déduits de l'étude des zones d'expansion des fonds océaniques et de la datation des roches volcaniques.

Les variations séculaires sont un bon outil de datation et de corrélation en archéologie et en volcanologie alors qu’elles constituent à toutes les échelles de temps la base de la compréhension de l’évolution et du fonctionnement de la dynamo terrestre.

## Aimantation rémanente
L'étude du paléomagnétisme est possible parce que des minéraux ferrifères tels que la magnétite peuvent enregistrer les orientations passées du champ magnétique de la Terre. Les signatures paléomagnétiques dans les roches peuvent être enregistrées par trois mécanismes différents.

### Aimantation thermorémanente
Les minéraux d'oxyde de fer-titane en basalte et autres roches ignées peuvent préserver la direction du champ magnétique de la Terre lorsqu'elles refroidissent à leur température de Curie. La température de Curie de la magnétite, un oxyde de fer du groupe spinelle, est d'environ 580 °C, alors que la plupart des basaltes et des gabbros sont complètement cristallisés à des températures supérieures à 900 °C. 
Les grains des minéraux ne sont pas physiquement tournés pour s'aligner avec le champ terrestre, ils peuvent plutôt enregistrer l'orientation de ce champ. Cet enregistrement s'appelle une aimantation thermorémanente (CRT). Parce que des réactions d'oxydation complexes peuvent se produire tant que les roches ignées sont fraîches après cristallisation, les orientations du champ magnétique de la Terre ne sont pas toujours enregistrées avec précision, ni l'enregistrement nécessairement maintenu. Néanmoins, l'enregistrement a été assez bien préservé dans les basaltes de la croûte océanique pour avoir joué un rôle crucial dans le développement des théories de l'expansion des fonds océaniques liées à la tectonique des plaques. Une aimantation thermorémanente peut également être enregistrée dans des fours à poteries, des cheminées, et des bâtiments en pisé brûlés. La discipline fondée sur l'étude de l'aimantation thermorémanente dans les matériaux archéologiques est appelée archéomagnétisme.

### Aimantation rémanente détritique
Dans un processus complètement différent, les grains magnétiques dans les sédiments peuvent s'aligner avec le champ magnétique pendant ou peu après le dépôt, ce qui est connu comme l'aimantation rémanente détritique (DRM). Si l'aimantation est acquise quand les grains sont déposés, le résultat est une aimantation rémanente de dépôt détritique (dDRM) ; si elle est acquise peu après le dépôt, il s'agit d'une aimantation rémanente après dépôt détritique (pDRM).

### Aimantation rémanente chimique
Dans un troisième procédé, les grains magnétiques grandissent au cours de réactions chimiques, et enregistrent la direction du champ magnétique au moment de leur formation. Le champ est dit être enregistré par l'aimantation rémanente chimique (CRM).
Une forme commune de l'aimantation rémanente chimique est détenue par l'hématite, un autre oxyde de fer. L'hématite forme, à travers des réactions d'oxydation chimique, d'autres minéraux dans la roche dont la magnétite. Les couches rouges et les roches clastiques (roches sédimentaires, comme le grès) sont rouges parce que formé d'hématite au cours de la diagenèse. Les signatures de CRM en couches rouges peuvent être très utiles et ils sont des objectifs communs dans les études magnétostratigraphiques.

### Aimantation rémanente isotherme
La rémanence acquise à une température fixe est appelée aimantation rémanente isotherme (ARI). Cette sorte de rémanence n'est pas utile pour le paléomagnétisme, mais peut être acquise à la suite de coups de foudre. L'aimantation rémanente induite par la foudre se distingue par sa grande intensité et ses variations rapides de direction (sur des échelles de l'ordre du centimètre).
L'ARI est souvent induite dans des carottes de forage par le champ magnétique du carottier en acier. Ces contaminations sont généralement parallèles au carottier, et la plupart d'entre elles peuvent être enlevées en chauffant jusqu'à environ 400 °C, ou par démagnétisation dans un petit champ alternatif.
En laboratoire, l'ARI est induite en appliquant des champs de forces différents, et est utilisée à plusieurs fins dans l'étude du magnétisme des roches.

## Procédure paléomagnétique

### Collecte d'échantillons sur le terrain
Les paléomagnéticiens, comme les géologues, utilisent les affleurements de roches, naturels ou artificiels (comme les tranchées des routes).
Il y a deux principaux objectifs à l'échantillonnage :
- récupérer des échantillons avec des orientations précises ;
- réduire l'incertitude statistique.

Une façon d'atteindre le premier objectif est d'utiliser une perceuse pour le carottage de roche qui a un tuyau incliné avec des morceaux de diamant. La perceuse coupe un espace cylindrique autour de quelques roches.
Ce peut être salissant - le forage doit être refroidi avec de l'eau, et le résultat est la boue giclant du trou. Dans cet espace est inséré un tuyau avec une boussole et un inclinomètre fixé. Ceux-ci fournissent les orientations.
Avant que cet appareil soit enlevé, une marque est tracée sur l'échantillon. Une fois l'échantillon détaché, cette marque peut être augmentée pour plus de clarté.

### Exemples
Les preuves paléomagnétiques, que ce soit les inversions ou les excursions, ont contribué à la vérification des théories de la dérive des continents et de la tectonique des plaques dans les années 1960 et 1970.
Certaines applications de preuves paléomagnétiques à la reconstitution de l'histoire des terranes ont continué à susciter des controverses. Des preuves paléomagnétiques sont également utilisées pour connaitre les âges possibles pour les roches et les processus et pour les reconstitutions de l'histoire de la déformation de certaines parties de la croûte.
La magnétostratigraphie est souvent utilisée pour estimer l'âge de sites fossiles. Inversement, pour un fossile d'âge connu, les données paléomagnétiques peuvent déterminer la latitude à laquelle le fossile a été fixé. Une telle paléolatitude fournit des informations sur l'environnement géologique, au moment du dépôt.
Des études paléomagnétiques sont combinées avec des méthodes géochronologiques pour déterminer l'âge absolu des roches dans lesquelles l'enregistrement magnétique est préservé. Pour les roches ignées comme le basalte, les méthodes couramment utilisées comprennent la datation potassium-argon et la datation argon-argon.

## Principe
Au moment de la solidification d'une roche, les corps ferromagnétiques présents dans la roche s'orientent en fonction du champ magnétique terrestre de l'époque et conservent cette orientation (rémanence thermomagnétique). Cela est dû au fait que les minéraux en se refroidissant passent à une température inférieure à leur point de Curie, température à laquelle un corps ferromagnétique peut enregistrer un champ magnétique. Le champ magnétique terrestre s'oriente en fonction des mouvements des fluides de la partie externe du noyau du globe, composé à 80 % de fer.

## Applications

Inversions récentes du champ magnétique. Les zones noires indiquent une polarité identique à la polarité actuelle du globe, les zones blanches une polarité inverse.

### Géologie
On dispose d'un enregistrement constant du magnétisme terrestre dans les zones d'expansion océanique. Les roches en fusion provenant du manteau remontent à la surface du fond marin au niveau des dorsales océaniques, entrent en contact avec l'eau de mer et se refroidissent. On retrouve ainsi des anomalies magnétiques allongées parallèlement aux dorsales océaniques et symétriques par rapport à celles-ci. 
Le paléomagnétisme permet aussi de connaître l'orientation des plaques tectoniques à différentes époques géologiques correspondant à des anomalies magnétiques connues. Il est aussi possible de retrouver la position des plaques tectoniques à une certaine époque. Si on a repéré les mêmes anomalies de part et d'autre d'une dorsale océanique et que l'on connaît l'âge de ces roches, il suffit d'enlever la partie du plancher océanique comprise entre ces anomalies pour retrouver la position des plaques à l'époque. On peut aussi se baser sur l'orientation du champ magnétique enregistré dans des roches continentales. En faisant l'hypothèse que la direction du champ magnétique terrestre a peu varié, on peut retrouver la paléolatitude de la roche considérée au moment de son refroidissement.

### Paléontologie et archéologie
Une autre application des méthodes du paléomagnétisme réside dans les possibilités de datations paléontologiques ou archéologiques, certains minéraux enregistrant le champ magnétique lors de leur formation ou de leur chauffe (coulées volcaniques, oxydes de fer).
Une chronologie des inversions du champ magnétique terrestre a été établie grâce à leur datation par la méthode radiométrique du potassium-argon. Au cours du temps, de longues périodes de magnétisation positive ont été entrecoupées par des épisodes d'inversion magnétique, pendant lesquelles le Nord magnétique se trouvait à proximité du pôle Sud géographique. Nous sommes depuis 774 000 ans dans une période magnétique positive (ou normale) appelée "Bruhnes". La période précédente était caractérisée par une inversion de la polarité et est appelée "Matuyama". Elle a commencé il y a 2,59 millions d'années et a été entrecoupée de plusieurs brefs épisodes de polarité normale, dont les épisodes de "Mac Cobb" vers 1,1 million et de "Jaramillo" vers 900 000 ans. La découverte de vestiges fossiles ou archéologiques sous des sédiments volcaniques de polarité magnétique inverse indique par exemple que ces vestiges ont un âge supérieur à 781 000 ans.
Les différences de polarité et les variations du Nord magnétique permettent également de replacer chronologiquement le moment où un matériau métallique a été chauffé à haute température. Si un foyer contenait par exemple de la goethite (oxyde de fer), les restes peuvent être datés s'ils n'ont pas été déplacés. On replace au point de vue chronologique la direction du nord magnétique qui s'est imprimée en eux.